# Jim Jarmusch
Jim Jarmusch (rodným jménem James R. Jarmusch; * 22. ledna 1953 Cuyahoga Falls, Ohio, USA) je americký režisér nezávislých filmů, scenárista, herec a filmový producent.

## Biografie
Narodil se 22. ledna 1953 v Cuyahoga Falls, ve státě Ohio poblíž Akronu. S filmařinou začal později, ale již v dětství si oblíbil film jako takový. V kinech v Akronu neměli moc širokou nabídku filmů, ale když byl malý, jeho matka jej brávala každou neděli do kina. A jak on sám říká, byly to většinou filmy s gigantickými krabími monstry či s příšerami z tajuplných lagun. Ale dodává, že je vždy hrozně miloval.[zdroj?] Vystudoval Cayahoga Falls High School a poté šel rovnou na Nortwestern University. Když opustil Ohio a odjel v sedmnácti do New Yorku, tak zjistil, že ne všechny filmy jsou o gigantických monstrech a příšerách. Zlomový okamžik v jeho životě nastal, když odjel na roční studium do Paříže. Právě tam se zamiloval do filmového stylu francouzské kinematografie a rozhodl se tam zůstat další rok. Přestal chodit na přednášky a celé dny trávil v kinech, kde za celou tu dobu spatřil mnoho filmů z různých zemí světa.
Když se pak vrátil zpět do New Yorku, rozhodl se stát spisovatelem. Proto přešel na Kolumbijskou univerzitu, kde vystudoval literaturu (titul B.A. – Bachelor of Arts – bakalář Svobodných umění). Ale jeho okouzlení francouzským filmem stále přetrvávalo. Když už neměl žádné peníze a rozhodoval se, co dál se životem, rozhodl se tak absolvovat filmovou školu v New Yorku. Sám nikdy předtím žádný film nenatočil, a tak vzal pár svých věcí, co kdy napsal, a zkusil se dostat mezi skupinu potenciálních spisovatelů (režisérů). Byl přijat a měl velké štěstí, že při studiu dostal práci jako pedagogický asistent profesora, kterým byl režisér Nicholas Ray. Později se z nich stali kamarádi[zdroj?] a Ray mu poté pomáhal s jeho prvním filmem. V jednom rozhovoru uvedl, že to byl snad jen jeho rozmar, že šel studovat a vydržel tam celé dva roky. Vlastně ani nezískal titul, když školu dokončil, ale až poté, co se stal známým a populárním.

## Tvorba

### Film
V posledním ročníku totiž dostal stipendium ve výši asi 12 000 dolarů, ale místo aby jej využil na studium, natočil za něj v roce 1980 svůj první film Trvalá dovolená. O dva roky později následoval krátkometrážní film The New World. Jeho druhý celovečerní film Podivnější než ráj spatřil světlo světa v roce 1984, následovala Zlatá palma pro nejlepší režii na festivalu v Cannes. Na tento film měl přitom ve srovnání s Trvalou dovolenou třetinový rozpočet. Proto natočil jen část filmu a pak musel čekat na přísun dalších financí. Ten přišel, když uvedl fragmenty filmu na filmovém festivalu v Rotterdamu. Tam se zalíbil několika německým producentům (hlavně Wimu Wendersovi), a tak Jarmusch dostal finanční dotaci a mohl film dokončit.
Již za svoje první dva filmy byl hodně chválen u kritiky. K definitivnímu upevnění jeho reputace došlo v roce 1986 po natočení třetího celovečerního snímku Mimo zákon. Jeho další dva filmy Tajuplný vlak (1989) a Noc na Zemi (1991) už jen upevnily jeho neotřesitelnou pozici ve světě nezávislého filmu, mimo jiné další Zlatou palmou v Cannes.
V roce 1995 natočil jeden ze svých nejúspěšnějších filmů, existenciální western Mrtvý muž. Hlavní roli v něm ztvárnil již tehdy populární herec Johnny Depp, hudbu vytvořil nezávislý skladatel Neil Young. Ten jej poté poprosil, aby natočil videoklip jeho skupině Crazy Horse. V roce 1997 tak vznikl muzikálově-dokumentární film o této skupině nazvaný Rok koně.
V roce 1999 jeho fascinace asijským filmem a kulturou vyústila v další snímek Ghost Dog - Cesta samuraje s Forestem Whitakerem v hlavní roli. Poté v roce 2002 následovala spolupráce s několika světovými autory nezávislého filmu a vznik povídkového filmu Dalších deset minut: Trubka.
V roce 2003 po několika letech zkompletoval a dokončil další film, složený z několika povídek, Kafe a cigára, za jehož závěrečnou třetí část získal Zlatou palmu za krátký film (v Cannes). Jeho dalším filmem byly Zlomené květiny z roku 2005 s Billem Murrayem v hlavní roli, za který získal mimo jiné Hlavní cenu poroty v Cannes a Českého lva v kategorii nejlepší zahraniční film. V roce 2019 uvedl zatím svůj poslední film, zombie parodii Mrtví neumírají (The Dead Donˈt Die), ve kterém hostovala řada oblíbených hereckých hvězd (Bill Murray, Tilda Swinton, Adam Driver a další).

### Hudba
V roce 2012 se začal věnovat i hudbě; natočil dvě alba spolu s nizozemským loutnistou Jozefem van Wissemem nazvaná Concerning the Entrance into Eternity a The Mystery of Heaven.

## Filmografie

### Režie
- Trvalá dovolená (anglicky Permanent Vacation, 1980) – námět scénář, režie, střih, produkce
- Podivnější než ráj (anglicky Stranger Than Paradise, (1984) – scénář, režie, střih
- Mimo zákon (anglicky Down by Law, 1986) – scénář, režie
- Tajuplný vlak (anglicky Mystery Train, 1989) – scénář, režie
- Noc na Zemi (anglicky Night on Earth, 1991) – scénář, režie, produkce
- Mrtvý muž (anglicky Dead Man, 1995) – scénář, režie
- Rok koně (anglicky Year of the Horse, 1997) – režie, kamera
- Ghost Dog - Cesta samuraje (anglicky Ghost Dog: The Way of the Samurai, 1999) – scénář, režie, produkce
- Kafe a cigára (anglicky Coffee and Cigarettes, 2003) – scénář, režie, střih
  - Kafe a cigára (anglicky Coffee and Cigarettes, 1986) – režie, spolupráce na scénáři
  - Kafe a cigára: Memphijská verze (anglicky Coffee and Cigarettes: Memphis Version, 1989) – scénář, režie
  - Kafe a cigára: Někde v Kalifornii (anglicky Coffee and Cigarettes: Somewhere in California, 1993) – režie, střih
  - Kafe a cigára: Memphijská verze (anglicky Coffee and Cigarettes: Memphis Version, 1989) – scénář, režie
- Dalších deset minut (anglicky Ten Minutes Older: The Trumpet) povídka Interiér. Přívěs. Noc. (Int. Trailer Night, 2002) – scénář, režie
- Zlomené květiny (anglicky Broken Flowers, 2005) – scénář, režie
- Hranice ovládání (anglicky Limits of control, 2009) – scénář, režie
- Přežijí jen milenci (anglicky Only Lovers Left Alive, 2013) – scénář, režie
- Paterson (2016) – scénář, režie
- Gimme Danger (2016) – režie
- Mrtvý neumírají (The Dead Donˈt Die, 2018) – scénář, režie

### Herec
- 1983 Fräulein Berlin (Slečna Berlín), režie Lothar Lambert
- 1984 American Autobahn (Americký Autobahn, Americká dálnice), role: filmový producent, režie: Andre Degas
- 1985 Running Out of Luck (Dochází mi štěstí), scénář: Mick Jagger, režie: Julien Temple
- 1986 Streight to Hell (Přímo do pekla), role: Amos Dade, režie: Alex Cox
- 1987 Candy Mountain (Candy Mountain), režie: Robert Franck, Rudy Wurlitzer, film obdržel Stříbrnou mušli za režii na Mezinárodním filmovém festivalu v San Sebastiánu, 1987
- 1987 Helsinki Napoli All Night Long (Z Helsinek do Neapole celou noc), role: druhý barman, režie Mika Kaurismäki
- 1989 Leningradští kovbojové dobývají Ameriku (Leningrad Cowboys Go America), role: prodejce aut z New Yorku, režie Mika Kaurismäki
- 1990 The Golden Boat (Zlatý člun), role: cizinec, režie: Raúl Ruiz
- 1991 Průšvih (In the Soup), role: Monty, režie: Alexandre Rockwell
- 1994 Iron Horsemen (Oceloví jezdci), role: Stříbrný jezdec, režie: Gilles Charmant
- 1995 Vztek (Blue in the Face), role:Bob, režie: Wayne Wang, Paul Auster
- 1995 Sling Blade – Smrtící bumerang (Sling Blade), role: prodavač Frostee Cream, režie: Billy Bob Thorton
- 1996 Cannes Man (Muž v Cannes), režie: Richard Martini
- 1997 R.I.P. – Rest In Pieces (Odpočívej na kusy), režie: Robert-Adrian Pejo
- 1998 Space Ghost – Coast to the Coast (Vesmírný duch – Od pobřeží k pobřeží), animovaný televizní seriál, řada V., epizoda 7.
- 2000 SpongleBob v kalhotách (SpongleBob SqarePants), kreslený seriál, řada I, díl 20: Mořský koník a Neodbytný hoch II
- 2001 V.I.P., televizní seriál, řada IV, epizoda 10: Tygr a Val
- 2008 Simpsonovi (The Simpsons), kreslený televizní seriál, řada XIX, epizoda 18: Jedeme na Sundance
- 2009 Bored to Death (Znuděn k smrti), televizní seriál, řada I, epizoda 3: Případ zmizelého scénáře